# Macquarie University
Macquarie University är ett australiskt statligt ägt universitet i Sydney, New South Wales, Australien. Det var det tredje universitetet i Sydneys storstadsområde då det grundades av New South Wales regering 1964.
Universitetet har fem fakulteter, samt Macquarie Universitetssjukhus och Macquarie Business School, som alla ligger på universitetets huvudcampus i förorten Macquarie Park.
Universitetet är det första i Australien att helt anpassa sitt examenssystem till Bolognaprocessen.

## Campus
Macquarie Universitets campus är 126 hektar i yta och ligger på kulliga gräsplan och naturliga busklandskap, circa 16 kilometer nordväst om Sydney CBD. Campuset ligger inom den högteknologiska korridoren i nordvästra Sydney och nära till Macquarie Park och dess kringliggande industribyggnader. Macquaries läge har varit avgörande för dess utveckling som ett relativt forskningsintensivt universitet.
Före byggnaden av universitetet var majoriteten av området använt för persikoodlingar, handelsträdgårdar och fågeluppfödning.
Förutom sina lärocentra har campuset även Macquarie University Research Park, museer, konstgallerier, en skulpturpark, ett observatorium, ett sport- och vattencenter och även det universitetsägda Macquarie Universitetssjukhus. Campuset har ett eget postnummer, 2109.

### Macquarie Universitetssjukhus
Macquarie blev det första universitetet i Australien att äga och driva en privat medicinsk anläggning när de öppnade ett sjukhus på A$300 miljoner på sitt campus 2010. Sjukhuset består av 144 bäddar, 14 operationssalar och bemannas av över 200 kirurger och medicinska specialister. Sjukhuset har ett bildbehandlingscenter och en strålbehandlingsenhet.

### Bibliotek
Biblioteket är hem till över 1,8 miljoner böcker, artiklar och mera, och använder Kongressbibliotekets klassificering. Biblioteket har flera samlingar inklusive en sällsynt boksamling, en paleontologisk samling och Brunner-samlingen av egyptologiskt material.

### Transport
Macquarie Universitet betjänas av Macquarie University station på Metro North West Line. Macquarie är det enda universitetet i Australien med en järnvägsstation på campus.
Vid närliggande Macquarie Centre finns även flera busstationer. Motorvägen M2 går parallellt med den norra gränsen av campus och är tillgänglig för trafik från universitetet.